# Африканский узкорылый крокодил
Африканский узкорылый крокодил (Mecistops cataphractus, syn. Crocodylus cataphractus) — пресмыкающееся семейства настоящих крокодилов. Один из четырёх видов африканских крокодилов. В результате последних данных исследования ДНК выделяется в род Mecistops; к этому же роду относят также вид Mecistops leptorhynchus, ранее рассматривавшийся как конспецифичный с африканским узкорылым крокодилом.

## Внешний вид
Своё название узкорылый крокодил получил благодаря узкой морде, похожей на морду оринокского крокодила. Размер как правило не превышает 2,5 м, изредка встречаются особи длиной до 4 м. Защитные костяные пластины в задней части шеи расположены в 3—4 ряда и сливаются с чешуёй на спине, что отличает этот вид от представителей рода Crocodylus, которые имеют два раздельные ряда пластин. Благодаря этой особенности этот вид также называют панцирным крокодилом (нем. Panzerkrokodil). Пятнистая окраска узкорылого крокодила более типична для гавиалов или некоторых аллигаторовых, чем для настоящих крокодилов.

## Образ жизни
Образ жизни этих животных мало изучен, практически все исследования проводились на популяции в Кот-д’Ивуаре. Питаются в основном рыбой и водными беспозвоночными. Более крупные особи могут охотиться на более крупную добычу, что типично для всех крокодилов. Обычно ведут одиночный образ жизни, но в брачный период могут собираться в довольно большие группы.
С наступление дождливого сезона самки строят гнёзда из растений в непосредственной близости от воды, что даёт возможность вылупившимся детёнышам самим добраться до неё. Через неделю после строительства гнезда откладывает 13—27 (в среднем 16) крупных яиц, что меньше, чем у большинства других видов. Инкубационный период, напротив, гораздо дольше и может превышать 110 дней. Забота о потомстве наблюдается крайне редко, тем не менее процент выжившего молодняка довольно высок, что связывают с крупным размером яиц и долгим периодом инкубации.

## Популяция
Африканский узкорылый крокодил — исключительно водное пресмыкающееся. Обитает в пресноводных водоёмах Западной Африки, а также в солёной воде на побережье Камеруна и на острове Биоко. В некоторых районах ареал пересекается с ареалами тупорылого, конголезского тупорылого, пустынного и нильского крокодилов.
Общая численность неизвестна, оценивается примерно в 50 000 особей. Наименьшая популяция расположена в Бенине, Буркина-Фасо, Экваториальной Гвинее, Гвинея-Бисау, Мали, Сенегале, Танзании, Замбии. Численность неуклонно сокращается вследствие неконтролируемой охоты и сокращения привычных мест обитания. Мероприятия по охране разрабатываются, но их проведение осложняется слабой изученностью популяции и политической нестабильностью во многих странах Западной Африки.

## Другое
Изображение африканского узкорылого крокодила присутствует на монете регулярного чекана номиналом 1 даласи Республики Гамбия.